# Nectriopsis exigua
Nectriopsis exigua är en svampart som först beskrevs av Narcisse Theophile Patouillard, och fick sitt nu gällande namn av W. Gams 1982. Nectriopsis exigua ingår i släktet Nectriopsis och familjen Bionectriaceae.   Inga underarter finns listade i Catalogue of Life.